# Ribelles
Ribelles – miejscowość w Hiszpanii, w Katalonii, w prowincji Girona, w comarce Alt Empordà, w gminie Albanyà.
Według danych INE z 2005 roku miejscowość zamieszkiwała 1 osoba.